# Гавровская волость (Дновский район)

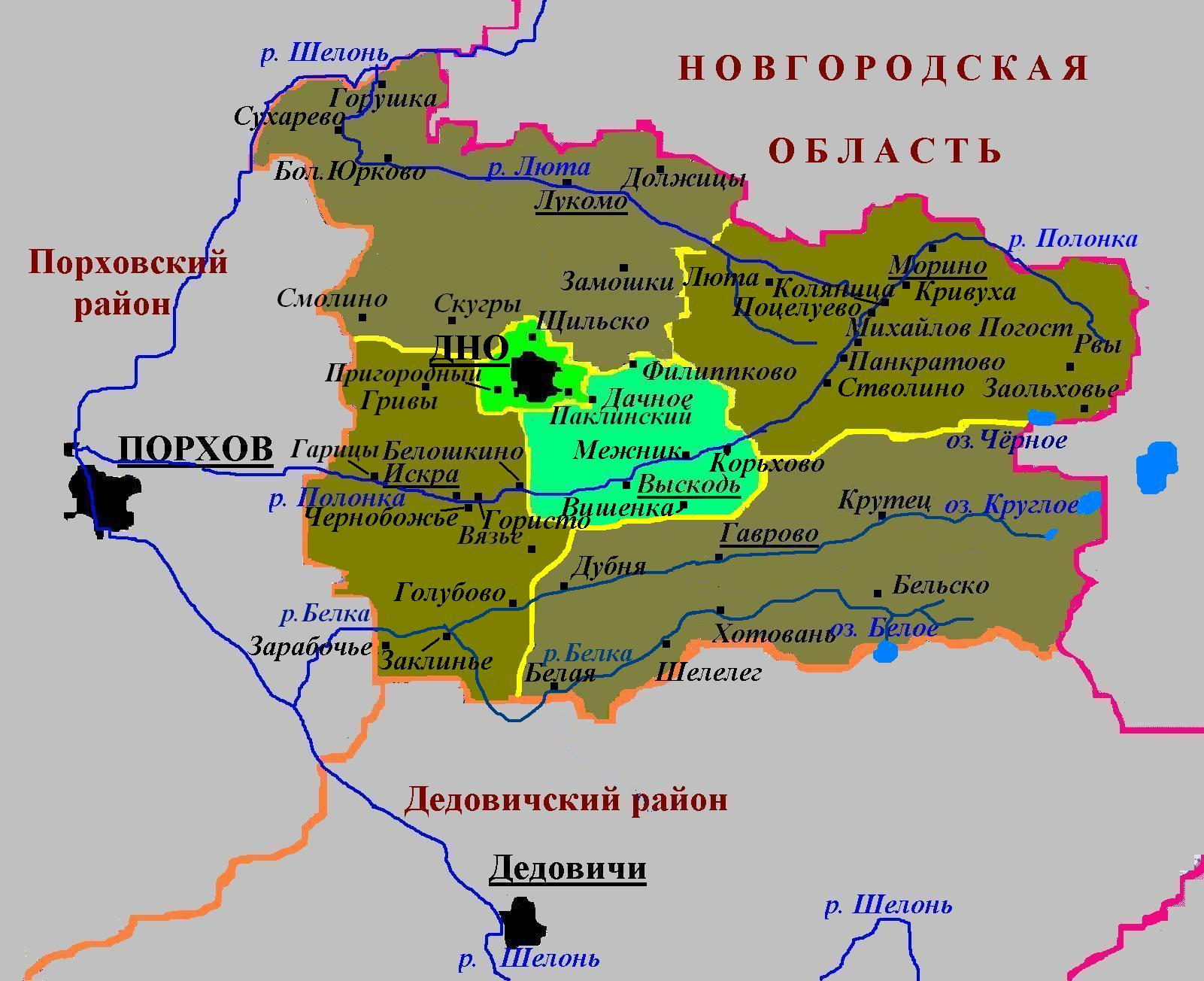
Административное деление Дновского района в 2006—2015

Гавровская волость — бывшие административно-территориальная единица 3-го уровня и муниципальное образование со статусом сельского поселения (2006—2015) в Дновском районе Псковской области России.
Административный центр — деревня Гаврово.

## География
Территория волости находилась на юго-востоке района и граничила на западе с Искровской, на северо-западе — с Выскодской, на севере — с  Моринской волостями Дновского района, на юге — с Дедовичским районом Псковской области, на востоке — с Новгородской областью.

## История
Территория волости в 1927 году вошла в Дновский район в виде ряда сельсоветов.
Указом Президиума Верховного Совета РСФСР от 16 июня 1954 года Глухогорушинский сельсовет был включён в Крутецкий сельсовет.
Решением Псковского облисполкома от 23 апреля 1963 года Крутецкий сельсовет был переименован в Октябрьский сельсовет.
Постановлением Псковского областного Собрания депутатов от 26 января 1995 года все сельсоветы в Псковской области были переименованы в волости, в том числе Октябрьский сельсовет был превращён в Октябрьскую волость с центром в д. Гаврово.
Законом Псковской области от 28 февраля 2005 года в границах Октябрьской волости и части Голубовской волостей было образовано муниципальное образование Гавровская волость со статусом сельского поселения с 1 января 2006 года в составе муниципального образования Дновский район со статусом муниципального района.  Административным центром волости определена деревня Гаврово.
Согласно Закону Псковской области от 30 марта 2015 года № 1508-ОЗ «О преобразовании муниципальных образований» Гавровскую волость  была упразднена и включена в Искровскую волость.

## Население
| 2010 | 2012 | 2013 | 2014 | 2015 |
| ---- | ---- | ---- | ---- | ---- |
| 574  | ↘549 | ↘526 | ↘512 | →512 |

## Населённые пункты
В состав Гавровской волости входили 32 деревни: Адеришено, Бельско, Большой Луг, Быково, Вилошки, Гаврово, Глухая Горушка, Долгуша, Загузье, Крутец, Куровка, Малый Луг, Овинна, Речки, Селище, Симоново, Хотовань, Юково, Белая, Врево, Головино, Городище, Дроздиха, Дубня, Житиницы, Заполье, Заячья Гора, Красный Бор, Межничок, Осье, Селивановы Горки, Шелелег.